# Rezerwat przyrody Torfowisko Osowiec
Torfowisko Osowiec – rezerwat przyrody w województwie lubuskim, w powiecie strzelecko-drezdeneckim, w gminie Dobiegniew. Zajmuje powierzchnię 18,24 ha i objęty jest ochroną czynną.
Rezerwat leży w granicach dwóch obszarów sieci Natura 2000: obszaru specjalnej ochrony ptaków „Lasy Puszczy nad Drawą” PLB320016 oraz specjalnego obszaru ochrony siedlisk „Uroczyska Puszczy Drawskiej”  
PLH320046.
Teren rezerwatu stanowi własność Skarbu Państwa w zarządzie Nadleśnictwa Głusko.
Na zewnątrz obiektu istnieje ścieżka edukacyjna i wieża widokowa umożliwiająca wgląd na torfowisko.

## Cel ochrony rezerwatu
Celem ochrony rezerwatu jest zachowanie pojeziernego torfowiska węglanowego z roślinnością mechowiskową oraz z szuwarem kłoci wiechowatej, wraz z charakterystycznymi, rzadkimi i chronionymi gatunkami roślin naczyniowych i mszaków.

## Podstawa prawna
- Rozporządzenie Nr 16 Wojewody Lubuskiego z dnia 22 października 2003 r. w sprawie uznania za rezerwat przyrody (Dz. Urz. Województwa Lubuskiego Nr 85, poz. 1235)[1]

## Obszar i charakter rezerwatu
Rezerwat Torfowisko Osowiec znajduje się na obszarze południowej części Puszczy Drawskiej, na Pojezierzu Dobiegniewskim, ok. 2 km na północny wschód od miejscowości Łęczyn i ok. 6 km na południowy zachód od Starego Osieczna (województwo lubuskie, powiat strzelecko-drezdenkowski, gmina Dobiegniew).
Rezerwat położony jest na terenie leśnym Nadleśnictwa Głusko, Obręb Wołogoszcz, leśnictwo Wołogoszcz i obejmuje oddziały 226 l, o.
Cały kompleks rezerwatu Torfowisko Osowiec wraz z otuliną leży w bezpośredniej zlewni rzeki Mierzęcka Struga, która jest prawobrzeżnym dopływem rzeki Drawy.
Torfowisko Osowiec w części południowo-zachodniej jest odwadniane rowem w kierunku Mierzęckiej Strugi.
W roku 2001 Lubuski Klub Przyrodników w porozumieniu z Nadleśnictwem Głusko zbudował na rowie odwadniającym trzy zastawki piętrzące mające na celu zahamowanie odpływu wody z torfowiska i poprawę warunków hydrologicznych. Zastawki zostały przekazane Nadleśnictwu Głusko.
Torfowisko Osowiec znajduje się w polodowcowej rynnie jeziornej wraz z jeziorami Wuców Duży i Perkoz, rozciągającą się na przestrzeni około 6 km w kierunku południowo-zachodnim od Starego Osieczna do doliny Mierzęckiej Strugi.
W klasyfikacji ekologiczno-krajobrazowej torfowisko zaliczone zostało do typowych torfowisk pojeziernych odznaczających się występowaniem w warstwie dennej grubych pokładów gytii jeziorowej. Torfowiska tego typu umiejscowione są w bogato urzeźbionych dnach dolin, charakterystycznych dla krajobrazu sandrowego. Torfowisko powstało w wyniku przyspieszonego przez sztuczne odwodnienie płytkiego jeziora – Wuców Mały. Obecnie w południowo-wschodniej części obiektu znajduje się niewielka powierzchnia otwartego lustra wody – pozostałości jeziora, która podlega stopniowemu procesowi zarastania. W południowo-zachodniej części torfowisko „Osowiec” odwadniane jest rowem prowadzącym wodę w kierunku Mierzęckiej Strugi.

## Fauna i flora rezerwatu
Torfowisko Osowiec charakteryzuje się zróżnicowanym – strefowym i mozaikowym układem roślinności. Strefowy układ roślinności obejmuje zewnętrzną część torfowiska, w części centralnej zdecydowanie dominuje mozaikowy charakter roślinności.
Wkraczające na torfowisko bardzo dynamicznie zarośla wierzbowe i olsowe tworzą zwarty pas roślinności dookoła całego torfowiska. W obrębie zarośli wierzbowych i następującego za nimi wąskiego pasa szuwaru trzcinowo-turzycowego stwierdzono występowanie kilku rzadkich gatunków roślin naczyniowych tj: Dryopteris cristata (występująca tu licznie), Carex cespitosa, Carex appropinquata, Drosera rotundifolia, Lysimachia thyrsiflora.
W centralnej części torfowiska dominuje mozaikowy układ roślinności charakterystyczny dla torfowisk bogatych w węglan wapnia z dużym udziałem kłoci wiechowatej – Cladium mariscus. Zajmując dużą powierzchnię torfowiska w centralnej części rozwinął się dobrze wykształcony mszar kłociowy – Drepanoclado-Cladietum marisci oraz mszar przygiełkowy Rhynchosporetum albae i szuwary turzycowe – Caricetum limosae, Caricetum lasiocarpae oraz Caricetum diandrae. W centralnej części torfowiska, która jest najbardziej zróżnicowana i bogata pod względem florystycznym stwierdzono występowanie wielu interesujących gatunków roślin naczyniowych tj.: Eleocharis quinqueflora, Andromeda polifolia, Carex limosa, Utricularia minor, Utricularia australis, Nymphaea candida, Salix rosmarinifolia, Parnassia palustris, Calamagrostis stricta, Callitriche hamulata.
W części południowej torfowiska znajduje się niewielki fragment otwartego lustra wody, pozostałości dawnego jeziora, porośnięty przez płaty rdestnicy pływającej – Potamogeton natans, rdestu ziemnowodnego (Polygonum amphibium). W miejscu tym spotkać można jeżogłówkę najmniejszą – Sparganium minimum i niewielkie płaty grążela żółtego Nuphar lutea, a także rzadkie: Ceratophyllum submersum, Potamogeton obtusifolius.
W części północnej rezerwatu, w oddziałe 226 l znajduje się niewielki fragment dawnej torfianki, obecnie porośnięty przez płaty żabiścieku (Hydrocharis morsus-ranae), grzybieni północnych (Nymphaea candida) i pływaczy (Utricularia australis, Utricularia minor). Miejsce to stanowi również ostoję dla płazów.
W centralnej części torfowiska znajdują się liczne małe zastoiska w wodą, w której spotkać można wiele interesujących roślin zarodnikowych – tj. Sphagnum subsecundum, Sphagnum cuspidatum, Chara sp. oraz roślin naczyniowych – Utricularia minor, Callitriche hamulata, Potamogeton obtusifolius.
W rowie odwadniającym znajdują się płaty rzęśli długoszyjkowej – Callitriche cophocarpa.
W zachodniej i południowo-zachodniej części torfowiska i na jego obrzeżu znajdują się płaty brzeziny bagiennej, świeżych łąk – zb. Deschampsia caespitosa, Holcetum lanati i Alopecuretum pratensis. W tej części torfowiska również nie brak rzadkich gatunków tj.: Ophioglossum vulgatum, Alchemilla glabra, Hydrocotyle vulgaris.
Wszystkie związane z torfowiskiem Osowiec fitocenozy tworzą razem układ bardzo dynamiczny o charakterze w znacznej części naturalnym.